# Садове (Феодосійський район)
Садо́ве (1945 року — Капистали́к, Капустали́к, крим. Qapıstalıq) — село Феодосійського району Автономної Республіки Крим. Розташоване на півдні району. Входить до складу Первомайської сільської ради.
Відстані до сусідніх населених пунктів складають
- до порту міста Феодосія — 33 км
- до села Первомайське — 4 км
- до селиша Іслям-Терек — 19 км

## Населення

### Мова
Розподіл населення за рідною мовою за даними перепису 2001 року:
| Мова             | Кількість | Відсоток |
| ---------------- | --------- | -------- |
| російська        | 253       | 60.96%   |
| кримсьотатарська | 129       | 31.08%   |
| українська       | 28        | 6.75%    |
| грецька          | 1         | 0.24%    |
| інші/не вказали  | 4         | 0.97%    |
| Усього           | 415       | 100%     |